# Sun River Terrace
Sun River Terrace – wieś w Stanach Zjednoczonych, w stanie Illinois, w hrabstwie Kankakee.